# Kanton Soniquera
Der Kanton Soniquera ist ein Gemeindebezirk im Departamento Potosí im südamerikanischen Anden-Staat Bolivien.

## Lage im Nahraum
Der Cantón Soniquera ist einer von dreizehn Kantonen in dem Municipio Colcha „K“ in der Provinz Nor Lípez. Der Kanton liegt im südwestlichen Grenzgebiet Boliviens, er grenzt im Norden an den Kanton San Juan, im Westen an die Republik Chile, im Süden und Osten an das Municipio San Pablo de Lípez und im Nordosten an die Provinz Enrique Baldivieso.
Der Kanton erstreckt sich zwischen etwa 21° 24' und 22° 02' südlicher Breite und 67° 05' und 68° 07' westlicher Länge, er misst von Norden nach Süden bis zu 70 Kilometer, von Westen nach Osten bis zu 100 Kilometer. In dem Kanton gibt es nur fünf Gemeinden, der zentrale Ort ist Soniquera im südöstlichen Teil des Kantons mit 472 Einwohnern, die mittlere Höhe des Kantons ist 4400 m.

## Geographie
Der Kanton Soniquera liegt im südlichen Teil des Altiplano am Rand der Cordillera de Lípez. Das Klima der Region ist semiarid und ein typisches Tageszeitenklima, bei dem die mittleren Temperaturschwankungen im Tagesverlauf deutlicher ausfallen als im Ablauf der Jahreszeiten.
Die Jahresdurchschnittstemperatur in den Talauen der Region liegt bei etwa 6 °C (siehe Klimadiagramm Quetena Grande), die Monatsdurchschnittstemperaturen schwanken nur unwesentlich zwischen gut 1 °C im Juni/Juli und knapp 9 °C im Dezember/Januar. Der Jahresniederschlag ist mit 127 mm sehr niedrig, er liegt von April bis Oktober bei weniger als 5 mm Monatsdurchschnitt, nur in den Südsommermonaten Januar und Februar fallen nennenswerte Niederschläge.

## Bevölkerung
Die Einwohnerzahl in dem Kanton ist zwischen den letzten beiden Volkszählungen um etwa ein Drittel angestiegen, Daten für die Volkszählung von 2012 liegen noch nicht vor:
| Jahr | Einwohner | Quelle           |
| ---- | --------- | ---------------- |
| 1992 | 639       | Volkszählung     |
| 2001 | 822       | Volkszählung     |
| 2012 | .         | noch keine Daten |

Die Bevölkerungsdichte des Municipio Colcha „K“ bei der letzten Volkszählung im Jahr 2001 betrug 0,4 Einwohner/km², der Anteil der städtischen Bevölkerung war 0 Prozent, der Anteil der unter 15-Jährigen an der Bevölkerung lag bei 45 Prozent, die Lebenserwartung der Neugeborenen bei 57 Jahren.
Der Alphabetisierungsgrad bei den über 19-Jährigen beträgt 85 Prozent, und zwar 94 Prozent bei Männern und 77 Prozent bei Frauen.
Wichtigste Sprache mit einem Anteil von 90 Prozent ist Quechua, 88 Prozent der Bevölkerung sprechen Spanisch. 90 Prozent der Bevölkerung sind katholisch, 6 Prozent evangelisch.
96 Prozent der Bevölkerung haben keinen Zugang zu Elektrizität, 92 Prozent leben ohne sanitäre Einrichtung. (2001)

## Gliederung
Der Cantón Soniquera untergliedert sich in die folgenden drei Subkantone (vicecantones):
- Vicecanton Soniquera – 3 Gemeinden – 487 Einwohner (Volkszählung 2001)
- Vicecanton Zoniquera – 1 Gemeinde – 179 Einwohner
- Vicecantón Villa Mar – 1 Gemeinde – 156 Einwohner